# Jase McClellan
Jase McClellan (Aledo, 25 giugno 2002) è un giocatore di football americano statunitense che milita nel ruolo di running back per gli Atlanta Falcons della National Football League (NFL).

## Carriera universitaria
Nella sua prima stagione ad Alabama nel 2020, McClellan corse 23 volte per 245 yard e 2 touchdown. Nel 2021 disputò cinque partite prima di rompersi il legamento crociato anteriore, chiudendo la sua stagione. Chiuse l’annata con 40 corse per 191 yard e un touchdown. Fece ritorno all’inizio della stagione 2022, in cui corse 655 yard e 7 touchdown. Nel 2023, l’ultima stagione nel college football, corse 803 yard e 6 touchdown.

## Carriera professionistica

### Atlanta Falcons
McClellan fu scelto nel corso del sesto giro (186º assoluto) del Draft NFL 2024 dagli Atlanta Falcons. Debuttò come professionista il 20 ottobre 2024 subentrando nella gara contro i Seattle Seahawks correndo 5 volte per 17 yard.